# Mops condylurus
Mops condylurus là một loài động vật có vú trong họ Dơi thò đuôi, bộ Dơi. Loài này được A. Smith mô tả năm 1833.